# 阿尔及利亚内战
阿尔及利亚内战是阿尔及利亚政府与各种反叛团体之间的武装冲突。冲突始于1991年12月，1991年阿尔及利亚国民大会选举第一轮结果显示伊斯兰拯救阵线将获胜后，政府取消了选举，声称害怕伊斯兰拯救阵线会结束民主。同时国内成立军事政权，游击队很快出现，开始针对政府及其支持者的武装战斗。他们组成几个武装团体，但团体之间也有矛盾。1999年伊斯兰拯救陣線军投降，之後伊斯兰武装组织也在2002年失败，冲突以政府的胜利有效地结束。同时，伊斯兰方面也与政府达成一致，推进阿尔及利亚国内民主进程。冲突夺取了估计超过十万人的生命。不过，截止今日，仍有零星的伊斯兰宗教组织与政府产生武装冲突。